# Gmax
Gmax – program przeznaczony do tworzenia trójwymiarowych modeli do gier komputerowych. Jest to darmowa, uproszczona wersja programu 3ds max.
Pierwsze wydanie w oparciu o 3D Studio Max 4. Wersja 1.2 wprowadziła modyfikatory z 3D Studio Max 6 i możliwość eksportu do formatu .p3d wykorzystywanego w Discreet Plasma. Program nie zawiera modułu renderującego, ma mniejszą liczbę modyfikatorów, uboższy edytor materiałów. Zapisuje pliki w formacie .gmax.
Producenci gier, którzy współpracowali z Discreet udostępnili narzędzia eksportujące dla Gmax, co umożliwia przeniesienie modeli do swoich tytułów:
- Trainz (Trainz Asset Creation Studio) dla wszystkich gier z serii
- MS Train Simulator / Open Rails (TrainSimGmaxGamePack)
- MS Fligh Simulator (FSX GMax gamepack) dla wersji FS 2002, 2004, FSX[3]
- Quake III (Tempest),
- SimCity 4 (Building Architect Tool)[4]
- Command & Conquer Renegade, C&C Generals[5]